# Radosław Sobolewski
Radosław Sobolewski (nacido el 13 de diciembre de 1976 en Białystok) es un exfutbolista y actual entrenador polaco. Jugaba en la posición de centrocampista defensivo y su último equipo fue el Górnik Zabrze. En la actualidad es entrenador asistente del Wisła Cracovia.

## Trayectoria
Empezó su carrera en el Jagiellonia Białystok. En la Ekstraklasa fue jugador del Wisła Płock y Dyskobolia Grodzisk Wielkopolski. A finales del 2004 fichó por el Wisła Cracovia donde disputó 246 partidos y anotó 17 goles. En la temporada 2013/14 fichó por el Górnik Zabrze donde jugaría hasta la temporada 2015/16 retirándose a los 39 años. En su carrera disputó 607 partidos anotando 65 goles.
En agosto de 2019 debutó como entrenador en el Wisła Płock, club donde fue jugador, reemplazando a Leszek Ojrzyński que abandonó su cargo por problemas personales.

## Selección nacional
Fue internacional con la selección en 32 ocasiones marcando un gol. En la Copa Mundial de 2006, en el partido ante Alemania, recibió una segunda tarjeta amarilla que supuso su expulsión (la primera expulsión de un jugador polaco en un Mundial). 
En noviembre de 2007 anunció su retiro de la selección.

## Principales éxitos
Wisła Płock
- Campeonato de I Liga (1): 1998-99

 Dyskobolia Grodzisk Wielkopolski
- Copa de Polonia (1): 2004-05

 Wisła Cracovia:
- 4 veces campeón de Polonia con el Visla de Cracovia: 2004-05, 2007-08, 2008-09, 2010-11

## Clubes
| Club                             | País    | Año       |
| -------------------------------- | ------- | --------- |
| Jagiellonia Białystok            | Polonia | 1994–1997 |
| Wisła Płock                      | Polonia | 1998–2002 |
| Dyskobolia Grodzisk Wielkopolski | Polonia | 2003–2004 |
| Wisła Cracovia                   | Polonia | 2005–2013 |
| Górnik Zabrze                    | Polonia | 2013-2016 |